# WestRock
WestRock ist ein US-amerikanischer Pappe- und Verpackungshersteller. Er entstand 2015 bei der Fusion von RockTenn und MeadWestvaco (MWV).
WestRock produziert 12,3 Mio. t Pappe pro Jahr.

## Geschichte
RockTenn entstand 1973 durch den Zusammenschluss von Tennessee Paper Mills und Rock City Packaging. MeadWestvaco wurde 2002 gegründet, als die Mead Corporation und Westvaco (ursprünglich Piedmont Pulp and Paper Company) sich zusammenschlossen. Im Sommer 2017 wurde der Verpackungshersteller Multi Packaging Solutions übernommen. 2018 wurde der Sitz des Unternehmens von Richmond nach Norcross bei Atlanta verlegt. Im selben Jahr wurde die deutsche Schlüter Print Pharma Packaging übernommen.
Im Juli 2024 fusionierte WestRock mit Smurfit Kappa zu Smurfit Westrock.

## WestRock in Deutschland
Sitz von WestRock Deutschland ist Trier in Rheinland-Pfalz. Dort befindet sich auch ein Produktionsstandort. Mit der Übernahme der Multi Packaging Solutions wurden drei weitere Produktionsstandorte in Deutschland übernommen: Kreuzau-Stockheim, Melle und Obersulm. Seit 2018 befindet sich der Standort Schönebeck der Schlüter Print Pharma Packaging im Besitz von WestRock.